# Phenacodes scopariodes
Phenacodes scopariodes is een vlinder uit de familie van de grasmotten (Crambidae), uit de onderfamilie van de Glaphyriinae. De wetenschappelijke naam van deze soort is voor het eerst voorgesteld als Lygropia scopariodes door George Francis Hampson in een publicatie uit 1912. De spanwijdte van het mannetje bedraagt 30 millimeter en van het vrouwtje 34 millimeter.
Deze soort komt voor in Papoea-Nieuw-Guinea en is voor het eerst ontdekt in Central.